# Elwood Francis
Patrick «Elwood» Francis (født 23. august 1962) er en tidligere mangeårig guitartekniker og nuværende medlem af ZZ Top. Han har sit eget band The Mighty Skullhead men de optræder kun få gange årligt. Han begyndte at spille guitar da han var 13 år. 
Før det har han været guitartekniker for Black Crowes, Aerosmith m.fl.
Efter gymnasiet tog han til Boston hvor han mødte Joe Perry og blev dennes guitartekniker. Samtidig var han også guitartekniker for Steve Vai. De seneste 3 årtier har han været tilknyttet ZZ Top.
Efter at bandet ZZ Top mistede deres bassist, Dusty Hill, i sommeren 2021 har Elwood Francis overtaget at spille bas og er blevet medlem af bandet.  